# 栗子隧道 (東北中央自動車道)

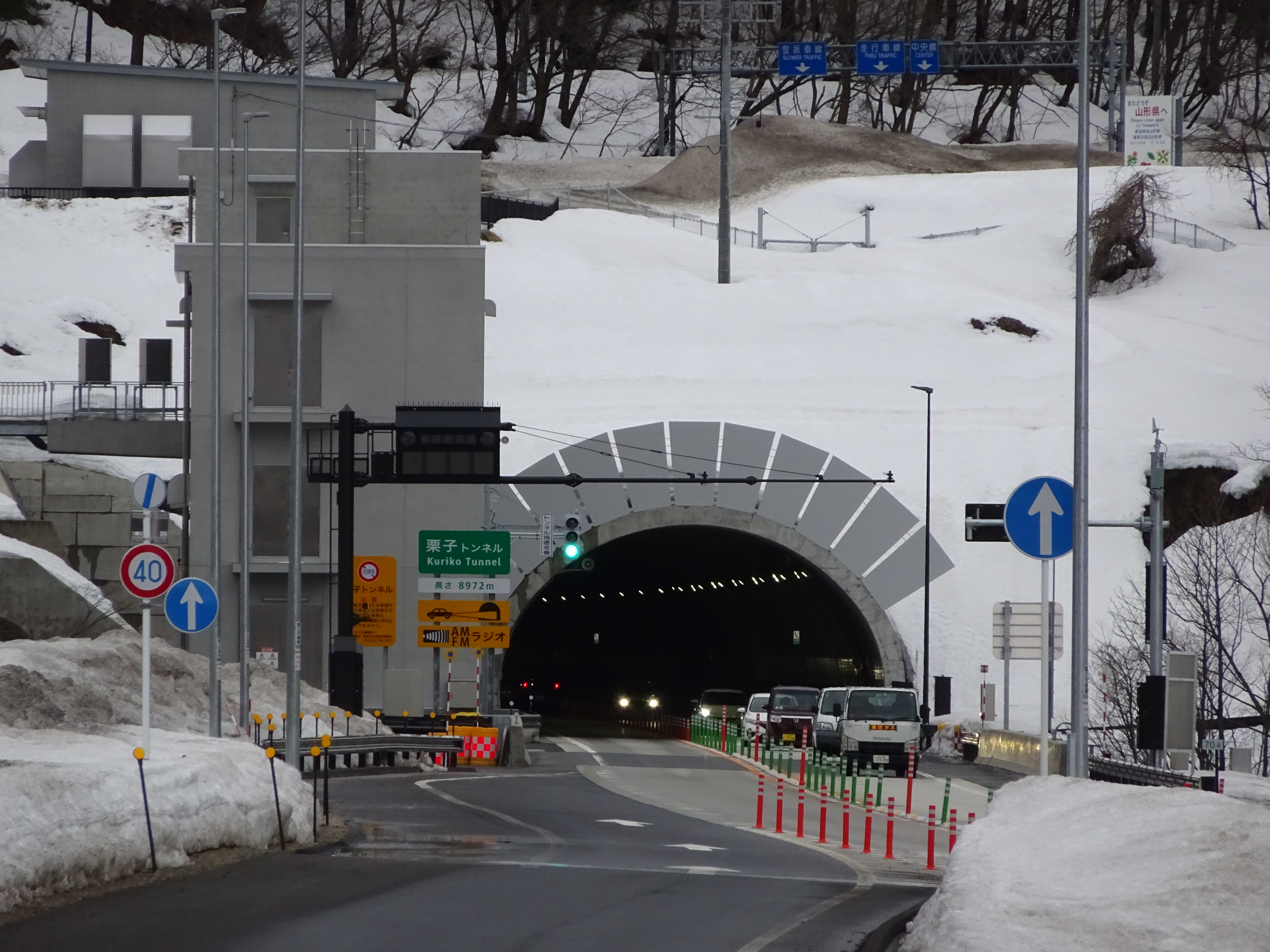
山形一侧隧道口

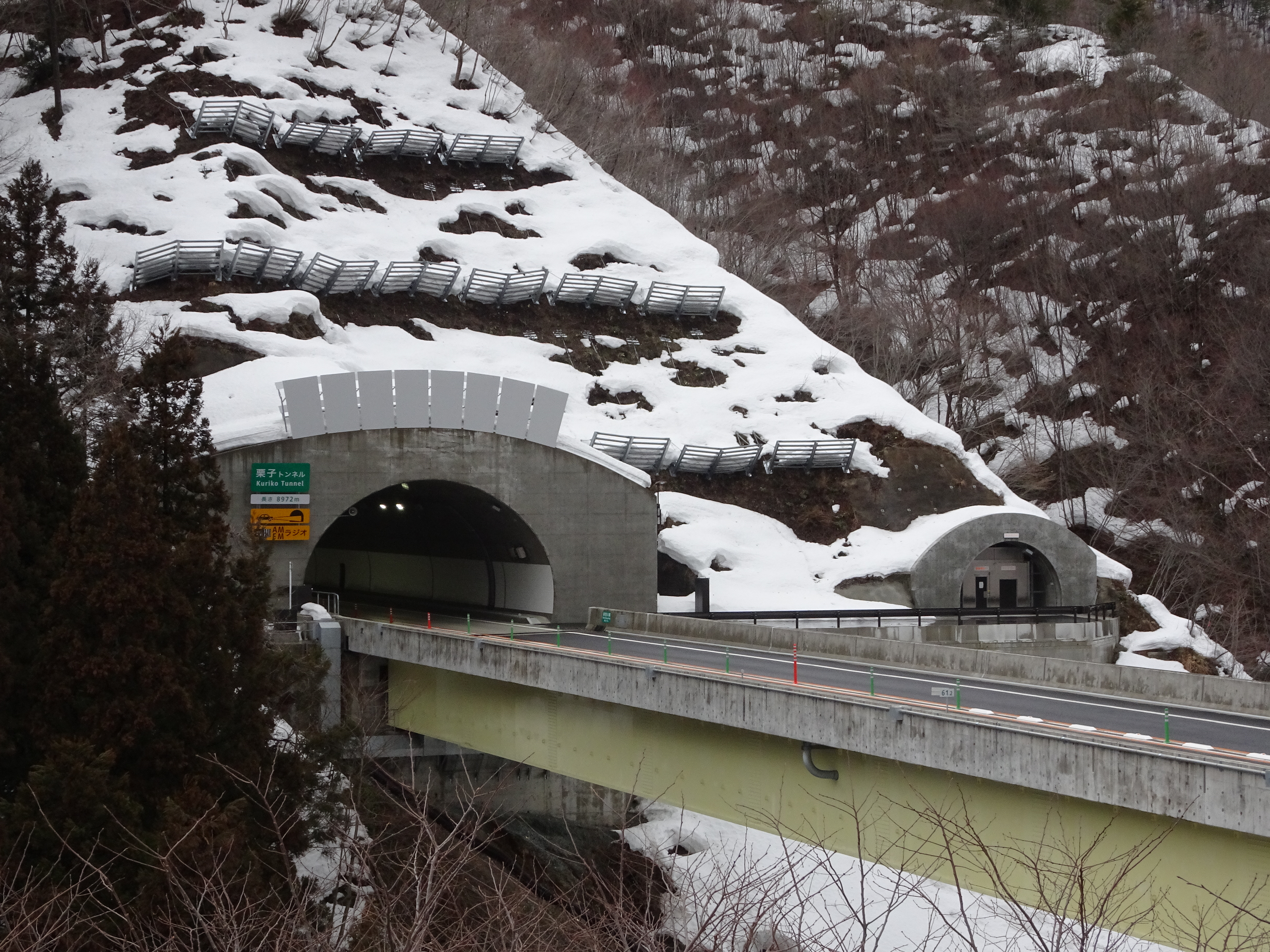
福岛一侧隧道口

栗子隧道（日语：／）是日本的一座高速公路隧道，位于福岛县福島市和山形县米澤市的交界处，承载東北中央自動車道（E13）穿过栗子峠，单洞双向行驶，全长8972米，2017年11月4日開通。